# American Dragon: Jake Long
American Dragon: Jake Long (dịch: Rồng Mỹ: Jake Long) là một bộ phim hoạt hình dài tập được chiếu trên kênh Disney Hoa Kỳ và kênh Disney Channel (Châu Á).

## Nội dung chính
Jake là con cháu của một dòng dõi rồng lâu đời và nhiệm vụ cũng như bổn phận của cậu là bảo vệ những sinh vật huyền bí sống một cách bí mật trong thành phố New York. Cậu sống với cha mẹ cậu, Jonathan và Susan, và cô em gái 8 tuổi - Haley. Ông ngoại của cậu và cô em gái cũng là rồng, nhưng sức mạnh rồng lại không có ở thế hệ mẹ của cậu. Ông bố Jonathan của cậu hoàn toàn không biết gì về thế giới sinh vật huyền bí.
Trong suốt cả bộ phim, Jake được dạy làm thế nào để sử dụng sức mạnh rồng bẩm sinh của mình bởi ông ngoại cậu và chú chó 600 tuổi - Fu Dog. Jake cần có sức mạnh rồng để bảo vệ các sinh vật huyền bí khỏi các thế lực độc ác, điển hình nhất trong số chúng là Hội Săn được lãnh đạo bởi Thợ Săn và Rồng Bóng Tối - con rồng độc ác nhất trong lịch sử sinh vật huyền bí. Chính vì Jake là Rồng Mỹ đầu tiên nên cậu chính là người bảo vệ của thế giới sinh vật huyền bí sống tại Hoa Kỳ. Hai người bạn thân nhất của cậu là Trixie Carter và Arthur Spudinski, vốn là một nhóm bạn trượt ván. Họ đều đã khám phá ra bí mật của cậu. Jake đã bị hớp hồn bởi Rose, một cô bạn học cùng trường xinh xắn nhưng cô cũng chính là một nhân vật không thể thiếu trong hội săn. Sau này khi đã thu thập đủ các đầu lâu khi hợp chúng lại thì sẽ được 1 điều ước, Thợ Săn dự tính tiêu diệt thế giới sinh vật huyền bí và hắn đã bị Rose - Hunter Girl giành mất lời ước. Cô bé đã quyết định xóa Hội Săn mãi mãi. May mà lúc đó Jake đã ước Rose chưa từng bị Hội săn bắt cóc nếu không thì Rose đã biến mất. Dù không được gặp lại Rose nữa nhưng Jake luôn hạnh phúc vì đã làm 1 điều tốt cho Rose. Câu truyện còn kể về những bài học làm người của Jake trong quá trình trở thành rồng Mỹ vĩ đại nhất. Sau đó, Jake phải chiến đấu với rồng bóng tối, Jake đã nhờ Rose, nhưng cô đã mất đi ký ức về Jake. Ở hội rồng 1000 năm, Jake chiến đấu với rồng bóng tối, và Rose đã nhớ ra mọi chuyện, cả hai cùng hợp sức nhốt rồng bóng tối trong ngôi đền.

## Sản xuất
American Dragon: Jake Long được sáng tác bởi Jeff Goode. Các nhà lãnh đạo của Walt Disney Pictures đã đặt của ông 21 tập phim với thời lượng 30 phút, và phần đầu tiên của bộ phim Rồng Mỹ đã ra đời. Lần trình chiếu đầu tiên là ở United Kingdom vào ngày 4 tháng 1 năm 2005 trên kênh truyền hình Disney,ở Hoa Kỳ vào ngày 21 tháng 1 năm 2005 trên kênh Disney và trên kênh Toon Disney tháng 4 năm 2006.Ngoài ra nó cũng được trình chiếu trên kênh The Family Channel của Canada.
Bộ phim được công bố bởi Steve Loter, người đã từng làm đạo diễn cho bộ phim hoạt hình Kim Khả Thi.Ông tham dự từ phần 2 của bộ phim với cương vị là đạo diễn kiêm chịu trách nhiệm sản xuất cùng với 2 người chịu trách nhiệm sản xuất là Matt Negrete và Eddie Guzelian. Tuy nhiên,sau quyết định làm phần 4 của bộ phim Kim Possible, Steve Loter đành phải tiếp tục làm đạo diễn bộ phim này nhưng ông vẫn là người chịu trách nhiệm sản xuất của bộ phim. Nick Filippi, người đã làm xong công việc đạo diễn cho Kim Possible, ông quyết định sẽ sang làm đạo diễn mới của bộ phim Rồng Mỹ. Khi Steve Loter tham dự đoàn làm việc, thì những hình ảnh của phần 1 hoàn toàn bị loại bỏ và thay vào đó là những hình ảnh hoàn toàn mới cho phần 2.

## Nhân vật chính
- Jacob Luke Long (Tên thường gọi là Jake (do Dante Basco lồng tiếng)): Là nhân vật chính của bộ phim. Jake là một cậu bé kiêu ngạo nhưng là một tay trượt ván rất cừ khôi. Bí mật lớn nhất của cậu là thân phận Rồng Mỹ. Bổn phận của cậu là giúp đỡ và bảo vệ các sinh vật huyền bí ở thành phố New York và không ưa thầy Rotwood, thích trêu đùa và luôn gây rắc rối cho trường và thầy Rotwood.
- Luong Lao Shi (Nhân vật này do Keone Young lồng tiếng): Là ông ngoại của Jake và cũng là thầy dạy rồng của cậu. Ông dạy cho cậu tất cả những kỹ năng cần thiết để trở thành người bảo vệ của các sinh vật huyền bí. Ông đến từ Trung Quốc nên được mệnh danh là Rồng Trung Quốc. Là chủ cửa hàng điện máy Canal. Đó cũng chính là tổng hành dinh của nhóm rồng và là nơi bàn bạc về mọi công việc. Bạn thân nhất của ông là Fu-Dog và cũng chính là thú bảo vệ của ông trước đây. Những đợt tập huấn nghiêm khắc của ông đôi khi đem lại kết quả không tốt nhưng chính nhờ nó mà Jake có nền móng cho tương lai người bảo vệ của mình.
- Chó Fu (Nhân vật này do John DiMaggio lồng tiếng): Là một chú chó Trung quốc biết nói, 600 tuổi và cũng là người bạn trung thành duy nhất của Lao. Giống như các thú bảo vệ khác, Fu có thể đứng thẳng bằng hai chân như người và không hề gặp bất cứ trở ngại nào trong công việc cần đến tay như đánh máy.
- Trixie Carter (Nhân vật này do Miss Kittie lồng tiếng): Là một trong hai người bạn thân nhất của Jake. Cô bé rất nhanh nhảu và hoạt boát, cách nói Hip Hop của cô đôi khi hơi xấc xược nhưng lúc nào cô cũng là người giải quyết các tranh chấp của cả nhóm. Cô là một người say mê thời trang và cô luôn tự chọn cho mình những bộ quần áo với kiểu cách Hip Hop. Đối với mối quan hệ giữa Jake và Rose, cô luôn là người dặn Jake phải cảnh giác với cô nàng.
- Arthur Spudinski (Tên thường gọi là Spud (nhân vật này do Charlie Finn lồng tiếng): Cũng là một trong hai người bạn thân nhất của Jake. Dù bên ngoài cậu ta lúc nào cũng phản ứng với mọi việc một cách chậm chạp nhưng thực chất cậu chính là một thiên tài. Cậu có một chiếc máy tính xách tay và nó giúp cậu rất nhiều trong công việc tìm kiếm tin tức cho cả nhóm. Có thể nói cậu chính là quân sư của cả nhóm. Triết lý sống của Spud là luôn phải cân bằng công việc và giải trí.
- Rose/Nữ thợ săn(Nhân vật này do Mae Whitman lồng tiếng): Giống như Jake, cô có cả hai mặt của cuộc sống. Khi ở cuộc sống học đường, cô là người yêu của Jake nhưng khi Thợ Săn cần đến cô, cô lại trở về bản chất của chính mình là Nữ thợ săn và cũng chính là kẻ thù của Jake. Ngay từ khi sinh ra, tay phải của cô đã có một vết bớt hình rồng và đó chính là biểu tượng mà chỉ có những "người được hội săn chọn" mới có. Trong tập cuối của phần 1, giữa Jake và Rose đã không còn bí mật. Cả hai đều nhận ra thân phận thật sự của nhau. Bắt đầu từ đây, Rose đã giúp Jake trong công việc phá hoại kế hoạch của Hội Săn cho đến khi Thợ Săn phát hiện ra mối quan hệ của hai người. Sau khi thực hiện điều ước hủy diệt toàn bộ hội săn, trước khi Rose biến mất, Jake đã ước cho cô có cuộc sống bình thường và không bị hội săn bắt đi. Từ đó cô có một cuộc sống mới hoàn toàn và không hề nhớ về Jake. Trong tập cuối của bộ phim, Rose đã nhớ lại tất cả và giúp Jake đánh bại Rồng bóng tối. Cô luôn mang theo vòng giấc mơ (có lần đã cho Jake một cái).
- The Huntsman(Nhân vật này do Jeff Bennett lồng tiếng): Kẻ thù chính của Jake, hắn là chủ của Hội săn và hắn chính là kẻ thù nguy hiểm được xếp thứ 4 trong bộ 13 kẻ thù nguy hiểm nhất của thế giới sinh vật huyền bí.Hắn đã hoàn toàn biến mất sau điều ước hủy diệt toàn bộ hội săn của Rose. Hắn chính là người đã nuôi dạy Rose ngay từ sơ sinh và cũng chính là người bắt Rose khỏi tay bố mẹ của mình. Hắn luôn lừa dối Rose là bố mẹ của cô đã chết.

## Các nhân vật khác
- Jonathan Long (do Jeff Bennett lồng tiếng): Bố của Jake. Ông là một nhân viên kế toán bình thường và không hề biết chút gì về thế giới sinh vật huyền bí. Tuy vậy, ông đã vô tình cứu Jake không ít lần khỏi các mối hiểm nguy. Cuối bộ phim, ông đã phát hiện ra bí mật gia đình và ông đã quyết định chạy đến giúp Jake trong cuộc chiến chống Rồng Bóng Tối.
- Susan Shi (do Lauren Tom lồng tiếng): Mẹ của Jake. Bà là một người chuyên trang trí cho các bữa tiệc cưới. Cuộc sống gia đình của bà đôi khi gặp nhiều khó khăn vì luôn phải giấu không cho chồng biết về bí mật gia đình họ ngoại của mình. Tuy có dòng máu rồng trong người nhưng sức mạnh rồng không hề được truyền lại cho Susan. Bà cũng chính là người luôn động viên Jake mỗi lúc cậu thấy chán nản công việc rồng của mình.
- Haley Long (Nhân vật này do Amy Bruckner lồng tiếng): Em gái của Jake. Cô bé luôn tỏ rõ mình là một thiên tài thực thụ trong mọi công việc. Cô bé rất tự hào vì mọi công việc mình làm đều hơn Jake và chính điều đó nhiều lần đem đến xung đột của 2 anh em. Haley nhận được sức mạnh rồng khá sớm và cô bé luôn muốn trở thành Rồng Mỹ thay thế anh trai mình cho đến tập áp cuối của bộ phim đã làm cô bé thay đổi cách nghĩ và trở nên kính trọng anh trai của mình hơn.
- Huntsboys #88 và #89 (2 nhân vật này do Kyle Massey và Nicholas Brendon lồng tiếng): Là điều đáng xấu hổ nhất của Hội Săn. Chúng là những kẻ luôn luôn ba hoa và vụng về. Mỗi khi gặp phải rồng, chúng chỉ biết hoảng sợ, thét lên và chạy (mặc dù khi vào hội săn chúng khai là đã giết ba con rồng). Chúng hay cãi nhau vì những chuyện nhỏ nhặt,mặc dù đôi khi cũng lập công nhờ may mắn. Chúng luôn nghi ngờ Rose (Nữ thợ săn) có tình cảm với Jake. Nhưng khi chúng báo với Thợ Săn thì ông ta chẳng bao giờ quan tâm (điều này rất có lợi cho Rose và Jake).
- Hans Rotwood (Nhân vật này do Paul Rugg lồng tiếng): Là thầy của Jake, luôn luôn khắt khe với Jake, thích nghiên cứu về sinh vật huyền bí (đã biết thân phận của Jake là Rồng), tự cho mình là giáo sư và là hiệu trưởng của trường.
- Rồng bóng tối (do Clancy Brown lồng tiếng): Là kẻ thù của tất cả các loại Rồng, đã từng bị nhốt ở dưới núi, nhờ có Councilor Chang nên Rồng bóng tối đã được giải thoát và đang tìm cách thống trị hội đồng Rồng, luôn bị Jake đánh bại.
- Councilor Chang (Nhân vật này do Lauren Tom lồng tiếng): Là một trong những người ở hội đồng Rồng, là gián điệp của Rồng bóng tối, thù Lao Shi và Jake, đã giải thoát Rồng bóng tối.
- Eli Pandarus (Nhân vật này do Jonathan Freeman lồng tiếng): Là phù thủy phố Wall, giàu có, đã lấy hũ vàng của yêu lùn và đã bị Jake lấy lại hũ vàng, có quyền lực ở phố Wall.
- Bananas B (Nhân vật này do Adam Wylie lồng tiếng): Là con khỉ nhảy hip hop, giúp Jake đánh bại yêu tinh khi Fu bị tước quyền làm đồng đội của Jake, khi Chang bắt Jake, hắn đã phản bội Jake để đi theo Chang.
- Kara và Sara (do Tara Strong lồng tiếng): 2 chị em Kara và Sara rất là xinh đẹp, là nhà tiên tri, Kara là chị của Sara, không buồn cũng không vui nhưng ngược lại luôn luôn tiên đoán những điều tốt lành, ngược lại chị Sara là người vui vẻ, ngây thơ nhưng luôn tiên đoán những điều xấu.
- Sun Park (do Sandra Oh lồng tiếng): Cô giáo của Jake, luôn tỏ ra bình thường dù thân phận thật là rồng Hàn Quốc và đồng thời là giáo viên rồng của Haley. Trái ngược với Lao Shi, cách dạy của cô Park là về mặt tinh thần, thường hay giúp Jake khi có chuyện.

## Số tập phim
| Season   | Ep # | First Airdate            | Last Airdate             |
| -------- | ---- | ------------------------ | ------------------------ |
| Season 1 | 21   | ngày 21 tháng 1 năm 2005 | ngày 29 tháng 1 năm 2006 |
| Season 2 | 31   | ngày 10 tháng 6 năm 2006 | ngày 1 tháng 9 năm 2007  |

## Các xuất hiện khác

### Trên truyền hình
- Lao Shi, Jake, Spud, Trixie, Fu-Dog là khách đến tham dự cuộc thi trượt ván ở hòn đảo Hawaii của bộ phim Lilo và Stitch trong tập phim "Morpholomew".

### Trò chơi điện tử
Có hai phiên bản trò chơi về bộ phim này đã được làm ra bởi công ty Buena Vista. Một dành cho Gameboy Advance và một dành cho Nintendo Dual Screen.
- American Dragon: Jake Long - Rise of Huntclan (GBA)
- American Dragon: Jake Long - Attack of Dark Dragon (NDS)